# Morrill Peak
Der Morrill Peak ist ein spitzer und rund 550 m hoher Berg auf der westantarktischen Rothschild-Insel. In den Desko Mountains ragt er 3 km westnordwestlich des Thuma Peak auf der Hole-Halbinsel im Südosten der Insel auf.
Das Advisory Committee on Antarctic Names benannte ihn nach Peter A. Morrill, Kapitän der USCGC Westwind bei der Operation Deep Freeze der Jahre 1967 und 1968.